# Jean Baptiste Louis d’Audebert de Férussac
Baron Jean Baptiste Louis d’Audebert de Férussac (* 30. Juni 1745 in Clérac; † 20. Juli 1815 im Schloss de la Garde bei Lauzerte) war ein französischer Offizier und Malakologe.
Wie bei seinem Sohn variiert die Schreibweise des Nachnamens (auch d’Audibert, d’Audebard, d’Audeberd).
Er war der Sohn von Joseph d’Audebard de Férussac (1676–1753), Seigneur de Jouatas, war für die Militärlaufbahn bestimmt und brachte es dort zum Oberstleutnant (Lieutenant-Colonel) der Artillerie. 1808 nahm er seinen Abschied von Militär. Bekannt ist er als Naturforscher, der sich insbesondere mit Mollusken befasste. Sein Sohn André Étienne d’Audebert de Férussac setzte seine Arbeit als Malakologe fort und veröffentlichte insbesondere die von ihm begonnene Histoire naturelle des Mollusques, an der er jahrzehntelang gearbeitet hatte. Sie erschien in vier Bänden 1819 bis 1832.
Er war Ritter des Ordens von St. Louis und des Ordens von St. Lazaire und Mitglied der Gesellschaft der Wissenschaften und Künste in Montauban.